# Владимир Попов (адвокат)
Вижте пояснителната страница за други личности с името Владимир Попов.
Владимир Николов Попов е български адвокат, политик и жертва на репресиите на комунистическия режим.

## Биография
Роден е на 13 март 1913 година в град Варна. Начално и средно образование получава в родния си град. Завършва полукласическия отдел на Варненската мъжка гимназия. По време на гимназиалния си курс учи пиано и френски. След завършване на гимназията записва право в Софийския университет и завършва през 1937 г.
След това стажува като адвокат и съдебен кандидат, добива адвокатски права и през 1939 г. е записан като редовен член на варненската адвокатска колегия.
През 1940 г. заминава във Франция и записва аспирантура в Сорбоната.
След започване на Втората световна война се завръща в България и продължава адвокатската си кариера.
Започва работа и като асистент 1942 – 1944, а през 1944 – 1946 – като лектор по морско и търговско право към катедрата по търговско право във Висшето училище по стопански и социални науки, днес Икономически университет - Варна.
След комунистическия преврат на 9 септември 1944 г. се записва в БЗНС - Никола Петков и става секретар на 3-та градска секция в град Варна. След арестуването на Кръстьо Пастухов подписва писмо в негова защита.
На 13 януари 1946 г., излизайки от кантората си, е арестуван заедно с още двама варненски адвокати – Жеко Желябов и Стефан Пешев.
Изпратен е в концлагер (Трудово-възпитателно общежитие) на строежа на язовир „Росица“, днес „Александър Стамболийски“. Тежките условия на живот и работа в концлагера съсипват здравето му. Работи се при минусови температури и с примитивни средства – лопата, кирка или ръчна количка. На 6 януари 1947 е освободен от лагера, но здравето му вече е увредено.
Преследването му по политически причини продължава. На 12 декември 1947 г. му е забранено да работи като адвокат. Лишен от възможността да упражнява професията си, той записва задочно счетоводство във Варненския държавен университет „Св. Кирил Славянобългарски“, днес Икономически университет - Варна. Със заповед номер 290 от 18 юли 1949 г. (вж. приложеното фотокопие) е изселен със семейството си в село Бдинци, а от декември същата година е преместен в село Генерал Тошево. В годините на гонения той завършва записаното задочно счетоводство. Това му помага да започне работа като счетоводител към шивашката кооперация в село Генерал Тошево, но физическият и психически тормоз, на които е подложен, го повалят и на 22 юни 1952 г. той умира от инсулт на 39 години.
- Протокол за шкартиране
- Заповед за интерниране
- Удостоверение лагер
- Вестник „Народно земеделско знаме“, бр. 191, 1946 г.